# La Bruyère (Bèlgica)
La Bruyère (en való Les Brouhires) és un municipi belga de la província de Namur a la regió valona, dins la comarca de la Hesbaye. Comprèn les localitats d'Emines, Rhisnes, Villers-lez-Heest, Warisoulx, Bovesse, Meux i Saint-Denis-Bovesse. El centre administratiu és a Rhisnes.